# Adomas Drungilas
Adomas Drungilas (Palanga, 6 ottobre 1990) è un cestista lituano.

## Palmarès
- Campionato austriaco: 1

Oberwart: 2015-16
- Campionato islandese: 2

Thor Thorlakshofn: 2020-21
Tindastoll: 2022-23
- Coppa d'Austria: 1

Oberwart: 2016
- Coppa di Romania: 1

U Cluj: 2018